# Krvavě rudé nebe
Krvavě rudé nebe (v anglickém originále Blood Red Sky) je britsko-německý akční hororový thriller o upírech z roku 2021. Film režíroval Peter Thorwarth, jenž také společně se Stefanem Holtzem napsal scénář.

## Děj
Vdova Nadja, která trpí leukémií, plánuje letět kvůli léčbě za doktorem. Se synem se vydá na letiště. Během letu je ale letadlo uneseno teroristy. Nadja skrývá ještě jedno tajemství. Pokud si nepíchne injekci a nebude se kontrolovat, promění se v upíra. To se nakonec stane. Většinu teroristů zabije, ale jejich velitel Eightball ji UV světlem omámí. Následně se po vypití kapky její krve také promění v upíra a začíná zabíjet cestující. Zbytku přeživších se ho dostane zavřít do podpalubí. Omylem je ale znovu vypuštěn a zabíjí většinu cestujících. Hrstce pasažéru se společně s Nadjou a jejím synem podaří přistát. Zde už čekají ozbrojené složky Royal Air Force. Ti pozabíjí jak Eightballa a Nadju, tak i lidi, kteří se během letu v upíry proměnili.

## Obsazení
- Peri Baumeister jako Nadja
- Alexander Scheer jako Eightball
- Kais Setti jako Farid
- Carl Koch jako Elias
- Gordon Brown jako Bill Morris
- Roland Møller jako Karl
- Chidi Ajufo jako Curtiz
- Kai Ivo Baulitz jako Bastian Buchner
- Graham McTavish jako plukovník Alan Drummond
- Dominic Purcell jako Berg
- Leonie Brill jako Julia
- Rainer Reiners jako Rainer Huber
- Ilona Schulz jako Ingelore Huber
- Alena Doláková jako matka
- Jan Pavel Filipenský jako terorista

## Produkce
Natáčení filmu, tehdy pod názvem Transatlantic 473, probíhalo v Praze. Dne 11. září 2020 bylo dočasně ukončeno poté, co byl jeden z komparzistů pozitivně testován na covid-19.

## Vydání a ohlasy
Film vydán 23. července 2021 společností Netflix. Jedná se o jeden ze 71 původních filmů, které vydával v roce 2021 v rámci strategie, podle níž chce každý týden vydat alespoň jeden nový film.
Snímek byl hodnocen nadprůměrně až lehce podprůměrně.